# 金殿酒店強暴案
金殿酒店強暴案，又稱調查局女秘書強暴案、調查局方敦泄強暴女秘書案，是1993年在台灣發生的一起強暴案件。一名柏青哥店商人陳金盈在酒店宴請調查局官員王任謙等人，其女秘書在酒店包廂遭到商人方泄敦與王任謙等人輪暴。涉案人方敦泄在偵查中逃往加拿大，經由民進黨立委顏錦福與黃昭輝陪同，陳金盈召開記者會向社會控訴。因為調查局官員曾說方敦泄的父親「功在黨國」，引發社會輿論不滿，成為著名案件。相關涉案調查局官員事後皆被輕判。

## 案發經過
商人陳金盈（綽號馬沙）在台北市開設喜華士柏青哥店。在1993年1月，調查局四位調查官，包括中正站副主任王任謙，康宗顯，為慶祝升官，進行餐宴聚會。之後至酒店續攤，找來商人方敦泄等人，至金殿酒店一同喝酒。他們要求陳金盈前來喝酒並負責付帳。陳金盈帶著一名李姓的秘書女友前來，其女友遭到灌酒之後，疑似遭到下藥而酒醉。陳金盈原本想帶女友離開，遭到阻止，他留下女友在包廂，前往付帳。
之後經過酒店老闆娘轉述，其女友在包廂內遭到王任謙與方敦泄等人輪暴。酒店服務生發現後，企圖進入阻止，遭到在門口的調查局人員阻止，被要求離開。陳金盈事後憤而至警局報案，案件被移送至地檢署偵辧。

## 調查與訴訟過程
在報案後，王任謙等人曾三次至陳金盈公司，商談和解。王任謙承認曾經摸過李姓秘書的身體，否認曾有性侵，稱是性侵是由方敦泄一人所做。在調解過程中，王任謙曾說，方敦泄的父親「功在黨國」，性侵一個台灣女性不算什麼，引起陳金盈不滿。
當時台北市長為黃大洲，在警方調查過程中，陳金盈的柏青哥店遭到台北市警局與台北市建設局臨檢，聲稱違法，之後強迫停業。警方移送給地檢署的涉案人員資料中，嫌犯方敦泄的名字被記錄為方椲柏，公司及住址資料都不詳，在場的調查局人員只有兩名。
當地檢署檢查官發現無此人資料，無法發出傳票，曾要求調查局官員康宗顯聯絡方敦泄主動出庭。在1993年3月12日，檢察官首次召開偵察庭，當天涉案商人方敦泄，搭機離境至香港，轉赴加拿大。
陳金盈於同年3月16日，由民進黨立委顏錦福與黃昭輝陪同，召開記者會，指控王任謙與方敦泄等人輪暴他女友。並稱當時在場的，除了王任謙，康宗顯、方敦泄三人之外，還有康宗顯的弟弟與一名藍姓調查員，在調查中未被公開。
檢查官在3月17日開第二次偵查庭時，首次由康宗顯的口供中，確定方敦泄涉案，取得方敦泄的姓名及住址資料。在3月20日，檢察官正式簽發拘票，要求警方拘捕方敦泄，到案說明。當時才發現方敦泄已經離境，檢方發布通緝令。
歷經訴訟，最高法院於2003年，以乘機性交罪幫助犯的罪名，判決王任謙1年7個月徒刑。方敦泄被發布通緝，但從未到案。涉案調查局官員康宗顯以內部行政處罰，記過處份，未被起訴定罪。其他涉案調查局人員以查無可疑結案。

## 政治影響
民進黨立法委員葉菊蘭曾經揭露方敦泄是蔣方智怡的哥哥，方恩緒的兒子，但未被證實。
因為輿論壓力，時任法務部長的馬英九與時任調查局長吳東明，在立法院公開道歉。因為此案影響，婦女團體推動修法，將刑法的性侵罪由告訴乃論改為非告訴乃論。

## 事件後續

### 陳金盈車禍過世
陳金盈事後將柏青哥店名改為喜樺樹，繼續經營。
1996年2月27日，陳金盈與公司女會計林淑玲，由計程車司機林恆福接送返家路中，遭小客車司機嚴安敏撞擊，陳金盈送至醫院時腦死，女會計受傷，兩名司機皆未受傷。

### 方敦泄免訴
方敦泄潛逃加拿大後，因超過25年追訴期，台北地方法院於2018年宣告免訴。

### 康宗顥涉入貪污關說案
擁有博士學位的康宗顯，因為涉入此案，遭調查局記大過一支後調職，之後升遷不順。2014年，康宗顯與調查局基隆調查站副主任桂宏正等人，涉嫌收受賄賂，關說，協助土方業者以廢土填海。遭到起訴。